# Dubai Classic
Dubai Classic, även känd som Dubai Duty Free Classic, var en professionell snookerturnering som spelades mellan 1988 och 1996. Den hade rankingstatus alla år utom det första. De två sista upplagorna av turneringen spelades i Thailand, och dessutom under nya namn: Thailand Classic respektive Asian Classic.
Turneringen var den första stora snookerturneringen som spelades i Mellanöstern, och efter 1996 har det dröjt ända till 2008 års Bahrain Championship för snookern att återvända till denna del av världen. De mest framgångsrika spelarna i turneringens historia var Stephen Hendry och John Parrott med tre titlar vardera.

## Vinnare
| År                                  | Vinnare                             | Motståndare                         | Resultat                            | Säsong                              |
| Dubai Masters (ej rankingturnering) | Dubai Masters (ej rankingturnering) | Dubai Masters (ej rankingturnering) | Dubai Masters (ej rankingturnering) | Dubai Masters (ej rankingturnering) |
| ----------------------------------- | ----------------------------------- | ----------------------------------- | ----------------------------------- | ----------------------------------- |
| 1988                                | Neal Foulds                         | Steve Davis                         | 5-4                                 | 1988/89                             |
| Dubai Duty Free Classic             |                                     |                                     |                                     |                                     |
| 1989                                | Stephen Hendry                      | Doug Mountjoy                       | 9-2                                 | 1989/90                             |
| 1990                                | Stephen Hendry                      | Steve Davis                         | 9-1                                 | 1990/91                             |
| 1991                                | John Parrott                        | Tony Knowles                        | 9-3                                 | 1991/92                             |
| 1992                                | John Parrott                        | Stephen Hendry                      | 9-8                                 | 1992/93                             |
| 1993                                | Stephen Hendry                      | Steve Davis                         | 9-3                                 | 1993/94                             |
| 1994                                | Alan McManus                        | Peter Ebdon                         | 9-6                                 | 1994/95                             |
| Singha Thailand Classic             |                                     |                                     |                                     |                                     |
| 1995                                | John Parrott                        | Nigel Bond                          | 9-6                                 | 1995/96                             |
| Suntory Asian Classic               |                                     |                                     |                                     |                                     |
| 1996                                | Ronnie O'Sullivan                   | Brian Morgan                        | 9-8                                 | 1996/97                             |